# 3 août aux Jeux olympiques d'été de 2024
Navigation
2 août 4 août
Le samedi 3 août 2024 est le dixième jour de compétitions des Jeux olympiques d'été de 2024 à Paris en France.

## Programme
| Heure UTC+02:00 (France)                      |               |
| bleu                                          | Cérémonie     |
| neutre                                        | Épreuve       |
| or                                            | Finale        |
| orange                                        | Petite finale |
| rose                                          | Reporté       |
| gris                                          | Annulé        |
| Compétition masculine                         | Hommes        |
| Compétition féminine                          | Femmes        |
| Compétition mixte (hommes et femmes mélangés) | Mixte         |
| Compétition en couple (1 homme et 1 femme)    | Couple        |
| modifier                                      |               |

| Horaire | Discipline Spécialité | Discipline Spécialité                               | Discipline Spécialité                         | Phase                      | Résultats                                                           | Références |
| ------- | --------------------- | --------------------------------------------------- | --------------------------------------------- | -------------------------- | ------------------------------------------------------------------- | ---------- |
| 1 h 0   |                       | Surf Shortboard                                     | Compétition femmes                            | 1/2 finale                 | -                                                                   | -          |
| 2 h 12  |                       | Surf Shortboard                                     | Compétition hommes                            | Finale                     |                                                                     |            |
| 2 h 53  |                       | Surf Shortboard                                     | Compétition femmes                            | Finale                     |                                                                     |            |
| 8 h 0   |                       | Judo Par équipes                                    | Compétition hommes                            | Éliminatoires              | -                                                                   | -          |
| 8 h 0   |                       | Judo Par équipes                                    | Compétition hommes                            | 8e de finale               | -                                                                   | -          |
| 8 h 30  |                       | Badminton Simple                                    | Compétition femmes                            | 1/4 de finale              | -                                                                   | -          |
| 9 h 0   |                       | Beach-volley Tournoi masculin                       | Compétition hommes                            | Tour préliminaire          | -                                                                   | -          |
| 9 h 0   |                       | Beach-volley Tournoi féminin                        | Compétition femmes                            | Tour préliminaire          | -                                                                   | -          |
| 9 h 0   |                       | Golf Compétition masculine (Tour 3)                 | Compétition hommes                            | Tour de compétition        | -                                                                   | -          |
| 9 h 0   |                       | Handball Tournoi féminin                            | Compétition femmes                            | Tour préliminaire Groupe B | Hongrie vs Pays-Bas                                                 |            |
| 9 h 0   |                       | Tir Skeet                                           | Compétition hommes                            | Qualifications             | -                                                                   | -          |
| 9 h 0   |                       | Tir Skeet                                           | Compétition femmes                            | Qualifications             | -                                                                   | -          |
| 9 h 0   |                       | Volley-ball Tournoi féminin                         | Compétition femmes                            | Tour préliminaire Groupe C | Pays-Bas vs République dominicaine                                  |            |
| 9 h 30  |                       | Aviron Skiff                                        | Compétition femmes                            | Finale C                   | -                                                                   | -          |
| 9 h 30  |                       | Tir Pistolet à 25 m                                 | Compétition femmes                            | Finale                     |                                                                     |            |
| 9 h 30  |                       | Tir à l'arc Individuel                              | Compétition femmes                            | 8e de finale               | -                                                                   | -          |
| 9 h 40  |                       | Judo Par équipes                                    | Compétition hommes                            | 1/4 de finale              | -                                                                   | -          |
| 9 h 42  |                       | Aviron Skiff                                        | Compétition hommes                            | Finale C                   | -                                                                   | -          |
| 9 h 54  |                       | Aviron Skiff                                        | Compétition femmes                            | Finale B                   | -                                                                   | -          |
| 10 h 0  |                       | Équitation Dressage par équipes Grand prix libre    | Compétition mixte (hommes et femmes ensemble) | Finale                     |                                                                     |            |
| 10 h 0  |                       | Hockey sur gazon Tournoi féminin                    | Compétition femmes                            | Tour préliminaire Groupe B | Grande-Bretagne vs Argentine                                        |            |
| 10 h 5  |                       | Athlétisme Décathlon (110 m haies)                  | Compétition hommes                            | Tour de compétition        | -                                                                   | -          |
| 10 h 6  |                       | Aviron Skiff                                        | Compétition hommes                            | Finale B                   | -                                                                   | -          |
| 10 h 10 |                       | Athlétisme Saut à la perche                         | Compétition hommes                            | Qualifications             | -                                                                   | -          |
| 10 h 18 |                       | Aviron Skiff                                        | Compétition femmes                            | Finale                     |                                                                     |            |
| 10 h 30 |                       | Aviron Skiff                                        | Compétition hommes                            | Finale                     |                                                                     |            |
| 10 h 30 |                       | Hockey sur gazon Tournoi féminin                    | Compétition femmes                            | Tour préliminaire Groupe A | Pays-Bas vs Japon                                                   |            |
| 10 h 30 |                       | Water-polo Tournoi masculin                         | Compétition hommes                            | Tour préliminaire Groupe B | Espagne vs Japon                                                    |            |
| 10 h 35 |                       | Athlétisme 100 m                                    | Compétition hommes                            | Tour préliminaire          | -                                                                   | -          |
| 10 h 40 |                       | Judo Par équipes                                    | Compétition hommes                            | Repêchage                  | -                                                                   | -          |
| 10 h 50 |                       | Aviron Huit                                         | Compétition femmes                            | Finale                     |                                                                     |            |
| 10 h 55 |                       | Athlétisme Décathlon (Lancer du disque - groupe A)  | Compétition hommes                            | Tour de compétition        | -                                                                   | -          |
| 11 h 0  |                       | Basket-ball Tournoi féminin                         | Compétition femmes                            | Tour préliminaire Groupe A | Chine vs Porto Rico                                                 |            |
| 11 h 0  |                       | Cyclisme sur route Course en ligne                  | Compétition hommes                            | Finale                     |                                                                     |            |
| 11 h 0  |                       | Handball Tournoi féminin                            | Compétition femmes                            | Tour préliminaire Groupe B | Espagne vs France                                                   |            |
| 11 h 0  |                       | Natation 50 m nage libre                            | Compétition femmes                            | Séries                     | -                                                                   | -          |
| 11 h 0  |                       | Natation 1 500 m nage libre                         | Compétition hommes                            | Séries                     | -                                                                   | -          |
| 11 h 0  |                       | Natation Relais 4 x 100 m nage libre                | Compétition hommes                            | Séries                     | -                                                                   | -          |
| 11 h 0  |                       | Natation Relais 4 x 100 m nage libre                | Compétition femmes                            | Séries                     | -                                                                   | -          |
| 11 h 0  |                       | Voile Laser (courses 5 et 6)                        | Compétition hommes                            | Tour de compétition        | -                                                                   | -          |
| 11 h 0  |                       | Voile Laser Radial (courses 5 et 6)                 | Compétition femmes                            | Tour de compétition        | -                                                                   | -          |
| 11 h 0  |                       | Voile Nacra 17 (courses 1, 2 et 3)                  | Compétition mixte (hommes et femmes ensemble) | Tour de compétition        | -                                                                   | -          |
| 11 h 0  |                       | Voile 470 (courses 3 et 4)                          | Compétition mixte (hommes et femmes ensemble) | Tour de compétition        | -                                                                   | -          |
| 11 h 10 |                       | Athlétisme 800 m                                    | Compétition femmes                            | Repêchages                 | -                                                                   | -          |
| 11 h 10 |                       | Aviron Huit                                         | Compétition hommes                            | Finale                     |                                                                     |            |
| 11 h 15 |                       | Judo Par équipes                                    | Compétition hommes                            | 1/2 finale                 | -                                                                   | -          |
| 11 h 45 |                       | Athlétisme 100 m                                    | Compétition hommes                            | 1er tour                   | -                                                                   | -          |
| 12 h 0  |                       | Athlétisme Décathlon (Lancer du disque - groupe B)  | Compétition hommes                            | Tour de compétition        | -                                                                   | -          |
| 12 h 0  |                       | Tennis Simple                                       | Compétition hommes                            | Petite finale              | vs                                                                  |            |
| 12 h 0  |                       | Tennis Simple                                       | Compétition femmes                            | Finale                     | vs                                                                  |            |
| 12 h 0  |                       | Tennis Double                                       | Compétition hommes                            | Finale                     | vs                                                                  |            |
| 12 h 5  |                       | Water-polo Tournoi masculin                         | Compétition hommes                            | Tour préliminaire Groupe A | Croatie vs Grèce                                                    |            |
| 12 h 45 |                       | Hockey sur gazon Tournoi féminin                    | Compétition femmes                            | Tour préliminaire Groupe B | Australie vs Espagne                                                |            |
| 13 h 0  |                       | Escrime Sabre par équipes                           | Compétition femmes                            | 1/4 de finale              | -                                                                   | -          |
| 13 h 0  |                       | Tir à l'arc Individuel                              | Compétition femmes                            | 1/4 de finale              | -                                                                   | -          |
| 13 h 0  |                       | Volley-ball Tournoi féminin                         | Compétition femmes                            | Tour préliminaire Groupe B | Japon vs Kenya                                                      |            |
| 13 h 15 |                       | Hockey sur gazon Tournoi féminin                    | Compétition femmes                            | Tour préliminaire Groupe B | États-Unis vs Afrique du Sud                                        |            |
| 13 h 30 |                       | Basket-ball Tournoi féminin                         | Compétition femmes                            | Tour préliminaire Groupe A | Serbie vs Espagne                                                   |            |
| 13 h 30 |                       | Tennis de table Simple                              | Compétition femmes                            | Finale                     |                                                                     |            |
| 13 h 40 |                       | Athlétisme Décathlon (Saut à la perche)             | Compétition hommes                            | Tour de compétition        | -                                                                   | -          |
| 13 h 52 |                       | Tir à l'arc Individuel                              | Compétition femmes                            | 1/2 finale                 | -                                                                   | -          |
| 14 h 0  |                       | Handball Tournoi féminin                            | Compétition femmes                            | Tour préliminaire Groupe B | Brésil vs Angola                                                    |            |
| 14 h 30 |                       | Escrime Sabre par équipes                           | Compétition femmes                            | Tour de classement         | -                                                                   | -          |
| 14 h 33 |                       | Tir à l'arc Individuel                              | Compétition femmes                            | Finale                     |                                                                     |            |
| 15 h 0  |                       | Badminton Double                                    | Compétition femmes                            | Finale                     |                                                                     |            |
| 15 h 0  |                       | Football Tournoi féminin                            | Compétition femmes                            | 1/4 de finale              | vs                                                                  |            |
| 15 h 0  |                       | Water-polo Tournoi masculin                         | Compétition hommes                            | Tour préliminaire Groupe B | Australie vs Hongrie                                                |            |
| 15 h 20 |                       | Escrime Sabre par équipes                           | Compétition femmes                            | 1/2 finale                 | -                                                                   | -          |
| 15 h 30 |                       | Boxe Poids plumes (Moins de 57 kg)                  | Compétition hommes                            | 1/4 de finale              | -                                                                   | -          |
| 15 h 30 |                       | Canoë-kayak (slalom) KX1                            | Compétition femmes                            | Contre-la-montre           | -                                                                   | -          |
| 15 h 30 |                       | Gymnastique artistique Sol                          | Compétition hommes                            | Finale                     |                                                                     |            |
| 15 h 30 |                       | Tir Skeet                                           | Compétition hommes                            | Finale                     |                                                                     |            |
| 16 h 0  |                       | Handball Tournoi féminin                            | Compétition femmes                            | Tour préliminaire Groupe A | Slovénie vs Suède                                                   |            |
| 16 h 0  |                       | Judo Par équipes                                    | Compétition hommes                            | Finale                     |                                                                     |            |
| 16 h 2  |                       | Boxe Poids welters (Moins de 71 kg)                 | Compétition hommes                            | 1/4 de finale              | -                                                                   | -          |
| 16 h 10 |                       | Escrime Sabre par équipes                           | Compétition femmes                            | Tour de classement         | -                                                                   | -          |
| 16 h 20 |                       | Gymnastique artistique Saut de cheval               | Compétition femmes                            | Finale                     |                                                                     |            |
| 16 h 34 |                       | Boxe Poids mouches (Moins de 50 kg)                 | Compétition femmes                            | 1/4 de finale              | -                                                                   | -          |
| 16 h 35 |                       | Water-polo Tournoi masculin                         | Compétition hommes                            | Tour préliminaire Groupe A | Monténégro vs États-Unis                                            |            |
| 16 h 40 |                       | Canoë-kayak (slalom) KX1                            | Compétition hommes                            | Contre-la-montre           | -                                                                   | -          |
| 17 h 0  |                       | Football Tournoi féminin                            | Compétition femmes                            | 1/4 de finale              | vs                                                                  |            |
| 17 h 0  |                       | Hockey sur gazon Tournoi féminin                    | Compétition femmes                            | Tour préliminaire Groupe A | Chine vs France                                                     |            |
| 17 h 0  |                       | Volley-ball Tournoi féminin                         | Compétition femmes                            | Tour préliminaire Groupe B | Pologne vs Italie                                                   |            |
| 17 h 6  |                       | Boxe Poids welters (Moins de 66 kg)                 | Compétition femmes                            | 1/4 de finale              | -                                                                   | -          |
| 17 h 10 |                       | Gymnastique artistique Cheval d'arçons              | Compétition hommes                            | Finale                     |                                                                     |            |
| 17 h 15 |                       | Basket-ball Tournoi masculin                        | Compétition hommes                            | Tour préliminaire Groupe C | Porto Rico vs États-Unis                                            |            |
| 17 h 30 |                       | Basket-ball à trois Tournoi féminin                 | Compétition femmes                            | Tour préliminaire          | Canada vs Azerbaïdjan                                               |            |
| 17 h 38 |                       | Boxe Poids légers (Moins de 60 kg)                  | Compétition femmes                            | 1/2 finale                 | -                                                                   | -          |
| 18 h 0  |                       | Basket-ball à trois Tournoi féminin                 | Compétition femmes                            | Tour préliminaire Groupe A | Espagne vs Allemagne                                                |            |
| 18 h 0  |                       | Beach-volley Tournoi masculin                       | Compétition hommes                            | Tour de rattrapage         | -                                                                   | -          |
| 18 h 0  |                       | Beach-volley Tournoi féminin                        | Compétition femmes                            | Tour de rattrapage         | -                                                                   | -          |
| 18 h 5  |                       | Canoë-kayak (slalom) KX1                            | Compétition femmes                            | Repêchages                 | -                                                                   | -          |
| 18 h 35 |                       | Basket-ball à trois Tournoi féminin                 | Compétition femmes                            | Tour préliminaire Groupe A | France vs Australie                                                 |            |
| 18 h 45 |                       | Canoë-kayak (slalom) KX1                            | Compétition hommes                            | Contre-la-montre           | -                                                                   | -          |
| 19 h 0  |                       | Escrime Sabre par équipes                           | Compétition femmes                            | Finale                     |                                                                     |            |
| 19 h 0  |                       | Football Tournoi féminin                            | Compétition femmes                            | 1/4 de finale              | Modèle:Canada FBF 0 (2) - 0 (4) Modèle:Allemagne FBF                |            |
| 19 h 0  |                       | Handball Tournoi féminin                            | Compétition femmes                            | Tour préliminaire Groupe A | Norvège 30 - 18 Allemagne                                           |            |
| 19 h 5  |                       | Basket-ball à trois Tournoi féminin                 | Compétition femmes                            | Tour préliminaire Groupe A | Chine 12 - 14 États-Unis                                            |            |
| 19 h 10 |                       | Athlétisme Décathlon (Lancer du javelot - groupe A) | Compétition hommes                            | Tour de compétition        | -                                                                   | -          |
| 19 h 15 |                       | Athlétisme 1 500 m                                  | Compétition hommes                            | Repêchages                 | -                                                                   | -          |
| 19 h 30 |                       | Water-polo Tournoi masculin                         | Compétition hommes                            | Tour préliminaire Groupe B | Serbie 15 - 8 France                                                |            |
| 19 h 35 |                       | Athlétisme Lancer du poids                          | Compétition hommes                            | Finale                     | Ryan Crouser · Joe Kovacs · Rajindra Campbell                       |            |
| 19 h 45 |                       | Hockey sur gazon Tournoi féminin                    | Compétition femmes                            | Tour préliminaire Groupe A | Allemagne 0 - 2 Belgique                                            |            |
| 19 h 50 |                       | Athlétisme 100 m                                    | Compétition femmes                            | 1/2 finale                 | -                                                                   | -          |
| 20 h 0  |                       | Boxe Poids plumes (Moins de 57 kg)                  | Compétition hommes                            | 1/4 de finale              | -                                                                   | -          |
| 20 h 10 |                       | Athlétisme Décathlon (Lancer du javelot - groupe B) | Compétition hommes                            | Tour de compétition        | -                                                                   | -          |
| 20 h 20 |                       | Athlétisme Triple saut                              | Compétition femmes                            | Finale                     | Thea Lafond · Shanieka Ricketts · Jasmine Moore                     |            |
| 20 h 30 |                       | Natation 100 m papillon                             | Compétition hommes                            | Finale                     | Kristof Milak · Josh Liendo · Ilya Kharun                           |            |
| 20 h 32 |                       | Boxe Poids welters (Moins de 71 kg)                 | Compétition hommes                            | 1/4 de finale              | -                                                                   | -          |
| 20 h 39 |                       | Natation 50 m nage libre                            | Compétition femmes                            | 1/2 finale                 | -                                                                   | -          |
| 20 h 55 |                       | Athlétisme Relais 4 × 400 m                         | Compétition mixte (hommes et femmes ensemble) | Finale                     | Pays-Bas · États-Unis · Grande-Bretagne                             |            |
| 21 h 8  |                       | Natation 200 m 4 nages                              | Compétition femmes                            | Finale                     | Summer McIntosh · Kate Douglass · Kaylee McKeown                    |            |
| 21 h 0  |                       | Basket-ball Tournoi masculin                        | Compétition hommes                            | Tour préliminaire Groupe C | Serbie 96 - 85 Soudan du Sud                                        |            |
| 21 h 0  |                       | Football Tournoi féminin                            | Compétition femmes                            | 1/4 de finale              | Modèle:France Football Féminin 0 - 1 Modèle:Brésil Football Féminin |            |
| 21 h 0  |                       | Handball Tournoi féminin                            | Compétition femmes                            | Tour préliminaire Groupe A | Danemark 28 - 20 Corée du Sud                                       |            |
| 21 h 0  |                       | Volley-ball Tournoi féminin                         | Compétition femmes                            | Tour préliminaire Groupe A | Canada 2 - 3 Serbie                                                 |            |
| 21 h 4  |                       | Boxe Poids mouches (Moins de 50 kg)                 | Compétition femmes                            | 1/4 de finale              | -                                                                   | -          |
| 21 h 5  |                       | Water-polo Tournoi masculin                         | Compétition hommes                            | Tour préliminaire Groupe A | Italie 18 - 7 Roumanie                                              |            |
| 21 h 28 |                       | Natation 800 m nage libre                           | Compétition femmes                            | Finale                     | Katie Ledecky · Ariarne Titmus · Paige Madden                       |            |
| 21 h 20 |                       | Athlétisme 100 mètres                               | Compétition femmes                            | Finale                     | Julien Alfred · Sha'Carri Richardson · Melissa Jefferson            |            |
| 21 h 30 |                       | Basket-ball à trois Tournoi féminin                 | Compétition femmes                            | 1/4 de finale              | vs                                                                  |            |
| 21 h 58 |                       | Natation Relais 4 x 100 m 4 nages                   | Compétition mixte (hommes et femmes ensemble) | Finale                     | États-Unis · Chine · Australie                                      |            |
| 21 h 36 |                       | Boxe Poids welters (Moins de 66 kg)                 | Compétition femmes                            | 1/4 de finale              | -                                                                   | -          |
| 21 h 45 |                       | Athlétisme Décathlon (1 500 m)                      | Compétition hommes                            | Finale                     | Markus Rooth · Leo Neugebauer · Lindon Victor                       |            |
| 22 h 5  |                       | Basket-ball à trois Tournoi féminin                 | Compétition femmes                            | 1/4 de finale              | vs                                                                  |            |
| 22 h 8  |                       | Boxe Poids légers (Moins de 60 kg)                  | Compétition femmes                            | 1/2 finale                 | -                                                                   | -          |

## Tableaux des médailles
| Rang  | Nation | Or | Argent | Bronze | Total |
| ----- | ------ | -- | ------ | ------ | ----- |
| 1     |        |    |        |        |       |
| 2     |        |    |        |        |       |
| 3     |        |    |        |        |       |
| 4     |        |    |        |        |       |
| 5     |        |    |        |        |       |
| Total |        |    |        |        |       |

| Rang  | Nation | Or | Argent | Bronze | Total |
| ----- | ------ | -- | ------ | ------ | ----- |
| 1     |        |    |        |        |       |
| 2     |        |    |        |        |       |
| 3     |        |    |        |        |       |
| 4     |        |    |        |        |       |
| 5     |        |    |        |        |       |
| Total |        |    |        |        |       |